# الإطار التنسيقي
الإطار التنسيقي تجمع لأحزاب شيعية عراقية تشكلّ في شهر آذار سنة 2021م، في بيت رئيس الوزراء الأسبق نوري المالكي حين اجتمع في بيته زعماء وممثلو الكتل الشيعية البرلمانية، هادي العامري وعمار الحكيم وحيدر العبادي وناصر الربيعي، وحضر أيضاً رئيس الوزراء حينئذٍ مصطفى الكاظمي، توافق المجتمعون على أن يجعلوا الإطار التنسيقي تجمعاً برلمانياً غير رسمي، يسعى إلى تنسيق مواقف القوى الشيعية الرئيسية المعارضة للتيار الصدري في مجلس النواب، التي هي النصر، ودولة القانون والحكمة والفتح، خدمةً لمصالح المكوّن الشيعي، ومضت سبعة أشهر على تشكيل الإطار لم يُصبح ملحوظاً إلا بعد ظهور نتائج الانتخابات التشريعية العراقية 2021 التي طعن فيها الإطار، حذَراً أن لا يكون لهم دور مؤثر في الحكومة الجديدة، مفسّرين النتائج بما يتوافق مع اعتقادهم بأنهم يستحقون مقاعد أكثر مما حصلوا عليه، وانضم إلى الإطار التنسيقي القوى الشيعية الخاسرة في الانتخابات، في مواجهة مع التيار الصدري الفائز بـ73 مقعداً من أصل 329 مقعداً في مجلس النواب،(1) وفي يوم 22 كانون الأول سنة 2021، اُعلنَ عن تشكيل 3 لجان، تسعى لمصالح الإطار التنسيقي، الأولى يرأسها هادي العامري، الذي كُلّف بالتحاور مع مقتدى الصدر، والثانية يرأسها نوري المالكي للتحاور مع مسعود البرزاني، والثالثة يرأسها قيس الخزعلي للتحاور مع حزب تقدم، والقوى السنية الأخرى، سعت هذه اللجان إلى إقناع منافسيها الفائزين أن يشكلوا حكومة توافقية، يكون فيها لكل كتلة مناصب وزارية مرضية، أما المنافسون التيار الصدري ومعه تحالف السيادة فقد تمسكوا بنتائج الانتخابات معتمدين عليها في تشكيل حكومة أغلبية.

هادي العامري واقفاً لإلقاء اعتراضه على نتائج الانتخابات في المحكمة الاتحادية

.

## وسائل الاعتراض
بُعيدَ إعلان نتائج الانتخابات، بدأ الإطار بالتعبير عن خشيته من وقوع حرب أهلية إن لم تتشكل الحكومة بالتوافق، وسخّرَ الإطارُ منتسبين من الحشد الشعبي للتظاهر معترضين على نتائج الانتخابات، ثم استعمل الإطار لغة مذهبية منذرةً للشيعة من قبول نتائج الانتخابات، لأنها تؤدي إلى إضعاف الشيعة ثم اضطهادهم، وبسبب تحالف السنة العرب مع التيار الصدري، تلقى السنة العرب لوماً من الإطار، مذكرين إياهم بأن أتباع الإطار حرروا مناطق السنة من داعش، أما مقتدى الصدر فقد قال "لا منة للحشد الشعبي بتحرير الأراضي من تنظيم داعش ولولا أهاليها لما تحررت"، كاد لوم الإطار أن يكون مقتصراً على العرب السنة والأكراد لتحالفهم مع التيار الصدري، لم يستعمل الإطارُ لغة حادّة في لوم التيار الصدري حذراً من عواقب سياسية باهظة قد تصيبهم من التيار الصدري، ثم سعى الإطار إلى الطعن القانوني في نتائج الانتخابات، فاحتكموا إلى المحكمة الاتحادية، ورُفض طعنهم.

### إعادة مطلوبين
في يوم 20 نيسان سنة 2022 رجعَ شيخ عشائر الدليم علي حاتم السليمان إلى بغداد، قادماً من الأردن، وذكرَ محللون وسياسيون أن عودته كانت بتأييد من الإطار التنسيقي، إذ كان علي الحاتم مطلوباً، وأن تسهيل عودته كان لتفريق تحالف السيادة، الذي بينه وبين علي الحاتم تنافس، وأنكر ناشطون من الإطار التنسيقي علاقتهم بعودة السليمان.

## الهوامش
- «1»:ثم انضم إلى مقاعد الصدر 17 مقعداً، فأصبحت كتلة الصدر ذات 90 مقعداً.[10]